# Arthropterus
Arthropterus – rodzaj myrmekofilnego chrząszcza z podrodziny Paussinae, rodziny biegaczowatych. Jest klasyfikowany w plemieniu Paussini. Opisano 66 gatunków. Zasięg występowania obejmuje Australię, Nową Gwineę i Archipelag Bismarcka. Chrząszcze te odznaczają się ochronnym ("protective") typem budowy ciała, mają zredukowane dystalne części ciała (odnóża, czułki). Rzadko znajdywane są razem z mrówkami. Opisane larwy tych chrząszczy mają budowę wskazującą na również myrmekofilny tryb życia.
Gatunki:
- Arthropterus abnormis Oke, 1932
- Arthropterus adelaidae Macleay, 1873
- Arthropterus ambitiosus Kolbe, 1924
- Arthropterus angulatus Macleay, 1873
- Arthropterus angulicornis Macleay, 1873
- Arthropterus articularis Elston, 1919
- Arthropterus bisinuatus Macleay, 1873
- Arthropterus brevicollis Macleay, 1873
- Arthropterus brevis Westwood, 1851
- Arthropterus brunni Kolbe, 1924
- Arthropterus cerapteroides Mjöberg, 1916
- Arthropterus constricticeps Sloane, 1933
- Arthropterus cribrosus Sloane, 1933
- Arthropterus daemelianus Kolbe, 1924
- Arthropterus darlingensis Macleay, 1873
- Arthropterus denudatus (Westwood, 1850)
- Arthropterus depressus Macleay, 1873
- Arthropterus discrepans Kolbe, 1924
- Arthropterus distinctus (Thomson, 1860)
- Arthropterus donovani Kolbe, 1924
- Arthropterus elongatulus Macleay, 1871
- Arthropterus eruditulus Kolbe, 1924
- Arthropterus foveicollis Macleay, 1873
- Arthropterus foveipennis Blackburn, 1892
- Arthropterus fraternus Kolbe, 1924
- Arthropterus geminus Kolbe, 1924
- Arthropterus hirtus Macleay, 1873
- Arthropterus hopei (Westwood, 1843)
- Arthropterus horni Kolbe, 1924
- Arthropterus howittensis Masters, 1886
- Arthropterus howittii Macleay, 1873
- Arthropterus humeralis Macleay, 1873
- Arthropterus insidiosus Kolbe, 1924
- Arthropterus kingii Macleay, 1871
- Arthropterus latipennis Macleay, 1873
- Arthropterus limitans Kolbe, 1924
- Arthropterus longicollis Sloane, 1933
- Arthropterus macleayi (Donovan, 1805)
- Arthropterus mastersii Macleay, 1871
- Arthropterus melbournei (Westwood, 1874)
- Arthropterus montanus Macleay, 1873
- Arthropterus moretoni Kolbe, 1924
- Arthropterus neglectus Lea, 1910
- Arthropterus negligens Kolbe, 1924
- Arthropterus nigricornis Macleay, 1973
- Arthropterus occidentalis Blackburn, 1892
- Arthropterus odewahnii Macleay, 1873
- Arthropterus ominosus Kolbe, 1924
- Arthropterus ovicollis Macleay, 1873
- Arthropterus pellax Kolbe, 1924
- Arthropterus pervicax Kolbe, 1924
- Arthropterus petax Kolbe, 1924
- Arthropterus piceus (Westwood, 1838)
- Arthropterus picipes Macleay, 1873
- Arthropterus planicornis Sloane, 1933
- Arthropterus punctatissimus (Westwood, 1874)
- Arthropterus puncticollus Macleay, 1873
- Arthropterus quadricollis (Westwood, 1874)
- Arthropterus queenslandiae Wasmann, 1926
- Arthropterus riverinae Macleay, 1873
- Arthropterus rockhamptonensis Macleay, 1873
- Arthropterus schismaticus Kolbe, 1924
- Arthropterus schroederi Kolbe, 1924
- Arthropterus scutellaris Macleay, 1873
- Arthropterus secedens Kolbe, 1924
- Arthropterus simiolus Kolbe, 1924
- Arthropterus socius Kolbe, 1924
- Arthropterus spadiceus Kolbe, 1924
- Arthropterus sphinx Kolbe, 1924
- Arthropterus subampliatus Macleay, 1873
- Arthropterus subangulatus Kolbe, 1924
- Arthropterus subsulcatus (Westwood, 1850)
- Arthropterus suspectus Kolbe, 1924
- Arthropterus turneri Macleay, 1873
- Arthropterus waterhousei Macleay, 1873
- Arthropterus westwoodii Macleay, 1871
- Arthropterus wilsoni (Westwood, 1850)
- Arthropterus wyanamattae Macleay, 1873